# Friedrich Wilhelm Schlöffel
Friedrich Wilhelm Schlöffel (* 1800 in Brieg; † 23. Januar 1870 in Goldberg) war ein deutscher Fabrikant und demokratischer Politiker im Vormärz und der Revolution von 1848/49.

## Frühe Jahre
Schlöffel studierte Naturwissenschaften und schloss sich währenddessen einer Burschenschaft an. Deswegen wurde gegen ihn ein Untersuchungsverfahren eingeleitet. Nach dem Abschluss des Studiums betrieb er zwischen 1823 und 1831 eine Apotheke in Landeshut, wo er zum Stadtverordnetenvorsteher aufstieg. Nach dem Verkauf der Apotheke war er zusammen mit einem Teilhaber Besitzer einer Patent-Maschinen-Papierfabrik in Eichberg/Schlesien.
Er beteiligte sich aktiv an der politischen Tätigkeit des Hirschberger Bürgervereins. Besonders scharf kritisierte er die Vorrechte des Adels und die fehlende Vertretung der ländlichen Gewerbetreibenden im schlesischen Provinzial-Landtag. Er nahm Anteil am Elend der Landarbeiter und versuchte die materielle Lage der von ihm beschäftigten Arbeiter zu verbessern. In Sachen der schlesischen Weber korrespondierte er mit Bettina von Arnim. Er hatte auch Kontakt unter anderem zu Julius Stein, Eduard Pelz, Hoffmann von Fallersleben und anderen Oppositionellen. Durch sein stark sozial geprägtes Denken unterschied er sich deutlich von der Mehrheit der Liberalen im Vormärz.
Im Jahr 1845 richtete er eine Petition an den schlesischen Provinziallandtag, die sich unter anderem gegen die Zensur wandte und ein Gesetz nach Art der britischen Habeas Corpus Akte forderte. Seine Kritik an der preußischen Justiz untermauerte er mit einer ausführlichen Denkschrift. Deren Verbreitung wurde von der Obrigkeit verboten. Die Petition wurde vom Landtag zurückgewiesen.

## Affäre Schlöffel
Nach der Aufdeckung einer dilettantischen Verschwörung eines Tischlers, der angab mit seinen Mitstreitern einen neuen Bauernkrieg entfachen zu wollen, wurde Schlöffel 1845 vom Sonderermittler Wilhelm Stieber verdächtigt, eine Proklamation für den geplanten Aufstand verfasst zu haben.
Daraufhin wurde er während einer Geschäftsreise in Breslau verhaftet. Die folgenden vier Monate verbrachte er in Untersuchungshaft. Erst acht Wochen nach der Inhaftierung wurde eine offizielle Untersuchung wegen Hochverrat am Berliner Kammergericht eingeleitet. Konkrete Beweise fanden sich jedoch nicht. Von radikalen Briefen seines Sohnes Gustav Adolph Schlöffel hat er sich distanziert. In Schlesien und darüber hinaus löste die Angelegenheit Proteste und eine Debatte im Provinziallandtag aus. Bettina von Arnim hat Schlöffel in Briefen an Friedrich Wilhelm IV. und an den Prinzen Wilhelm verteidigt.
Da keine Beweise vorlagen musste Schlöffel schließlich aus der Haft entlassen und freigesprochen werden. Er verkaufte die Papierfabrik und wurde Hüttenwerks- und Gutsbesitzer in Halbendorf.

## Revolution von 1848/49
Im Jahr 1848 war er Teilnehmer des Vorparlaments. Zwischen dem 19. Mai 1848 und dem 30, Mai 1849 war er Abgeordneter der Frankfurter Nationalversammlung für den Wahlbezirk Hirschberg. Er gehörte dem linken Flügel der Versammlung an und gehörte den Fraktionen Deutscher Hof und Donnersberg sowie dem Zentralmärzverein an. Im September 1848 trat er bei einer Volksversammlung auf der Pfingstweide in Frankfurt am Main als Redner auf. Im selben Monat nahm er am Frankfurter Aufstand teil. Daraufhin beantragte das Appellationsgerichts Frankfurt die der Immunität, um ein Untersuchungsverfahren einleiten zu können. Das Gesuch wurde von der Nationalversammlung abgelehnt. Im Oktober 1848 nahm er am zweiten Demokratenkongress und dem Gegenparlament in Berlin teil. Im Frankfurter Parlament hat er Friedrich Wilhelm IV. nicht zum Kaiser der Deutschen gewählt.
Im Mai und Juni 1849 nahm er aktiv am badisch-pfälzischen Aufstand teil. Er war Oberkriegskommissar in der badischen Revolutionsarmee im Unterrheinkreis. Schlöffel war unter anderem für die Versorgung der von Rastatt zuständig. Im Mai 1849 trat er auch auf Volksversammlung in Neustadt a.d. Hardt und bei der Offenburger Versammlung als Redner auf. Im November 1848 floh er in die Schweiz. Wegen angeblicher politischer Gefährlichkeit wurde er 1850 aus der Schweiz ausgewiesen und emigrierte in die USA. In Philadelphia war er als Gastwirt tätig. In Abwesenheit wurde er 1851 zum Tode verurteilt. Erst 1866 kehrte er als Folge einer Amnestie nach Deutschland zurück und lebte in Goldberg.

## Schriften
- Erfahrungen und Bedenken eines schlesischen Freistellen-Besitzers. Ein Wort zu seiner Zeit dem Bürger- und Bauernstande Preußens gewidmet. In Commission bei Robert Friese, Leipzig 1843. Polona
- Denkschrift als Unterlage für die Petition dem achten schlesischen Provinziallandtage überreicht. Otto Wigand, Leipzig 1845.
- Mein Prozess wegen Anklage auf Hochverrath  Julius Groos, Heidelberg 1846. Google
- Rede des Abgeordneten Schlöffel aus Halbendorf gehalten in der National-Versammlung zu Frankfurt a/M. in der Sitzung am 4. Oktober 1848 über die Aufhebung der Feudallasten. Levysohn, Grünberg 1848. Google
- Preußen durch seine Aristokratie Deutschlands größter Feind. Otto Wigand, Leipzig 1850. Google
- An Preußens Wahlmänner. Klein, Breslau 1850.
- Ein Wort über die gegenwärtige Gesellschaftslage der nordamerikanischen Freistaaten. Philadelphia 1857.